# Vejfang
Vejfang (egyszerűsített kínai írással: 潍坊) prefektúra szintű város Kínában, Santung tartományban. Lakosainak száma 9 386 705 fő (2020).

## Népesség
| 2018 | 9 373 000 |
| 2020 | 9 386 705 |

## Testvérvárosok
- Orange